# Ryūji Sonoda
Ryūji Sonoda (jap. 園田隆二, Sonoda Ryūji; * 16. September 1973) ist ein ehemaliger japanischer Judoka. Er war 1993 Weltmeister im Superleichtgewicht, der Gewichtsklasse bis 60 Kilogramm.
Sonoda siegte 1992 bei den Juniorenweltmeisterschaften in Buenos Aires. Bei den Weltmeisterschaften 1993 in Hamilton bezwang er im Viertelfinale den Franzosen Philippe Pradayrol, im Halbfinale den Deutschen Richard Trautmann und im Finale Nazim Hüseynov aus Aserbaidschan. 1994 erreichte Sonoda das Finale bei den Asienspielen, unterlag dann aber dem Südkoreaner Kim Hyuk. Ende 1994 siegte Sonoda beim Jigoro Kano Cup. Bei den Weltmeisterschaften 1995 in Chiba bezwang er im Viertelfinale den Israeli Guy Fogel und verlor im Halbfinale gegen den Russen Nikolai Oschegin. Im Kampf um Bronze bezwang er Nazim Hüseynov. Ende 1995 siegte Sonoda bei den japanischen Meisterschaften. 1997 gewann Ryūji Sonoda noch einmal Bronze bei den Asienmeisterschaften.